# サレジアン国際学園目黒星美小学校
サレジアン国際学園目黒星美小学校（サレジアンこくさいがくえんめぐろせいびしょうがっこう）は、東京都目黒区碑文谷にある私立のミッションスクール。旧称「目黒星美学園小学校」。

## 年間行事
（この項の出典：）

### 冬
- 無原罪の聖母の祝日
- 個人面談
- イタリアンウィーク(世界の文化に触れる)
- クリスマス助け合い運動(生活用品の寄付)
- クリスマスの集い
- 終業式
- 始業式
- ドンボスコのお祝い
- 6年生白樺湖スキースクール

### 春
- 卒業ミサ
- 卒業証書授与式
- 修了式
- 入学式
- 始業式
- 1・2年生 遠足
- マリア・ドメニカ・マザレロの祝日
- 聖母祭
- 3年生菅平高原林間学校
- 5年生尾瀬ヶ原学校

### 夏
- 運動会
- 6年生美ら島学校
- 4年生志賀高原学校
- 5年生男子　サマースクール
- 5年生女子　森の学校
- 国際交流プログラム　(オーストラリアホームステイ希望者のみ)

### 秋
- 各学年　秋の遠足
- 各学年　芸術鑑賞会
- 2年生　秋の自然教室
- ロザリオの月
- 前期終業式
- 後期始業式
- 慰霊の日
- 読書週間
- 全校保護者会
- ホームカミングデー(同窓会)

## クラス・委員会・教科・課外活動

### クラス
- 児童数:652名
- 1年〜4年:1学年3クラス(男女共学)
- 5年〜6年:1学年3〜4クラス(男女別学)

### 委員会
- 児童会･･･学校全体の行事の計画・実行　朝礼
- 生活委員会･･･生活態度の向上・挨拶運動
- 健康委員会･･･衛生面の管理
- 情報委員会･･･朝・昼放送　朝礼
- 図書委員会･･･図書室の管理・当番
- 宗教委員会･･･宗教行事の計画・実行
- 環境委員会･･･校内の生物の管理・世界環境のポスター作り
- 仲良し委員会･･･縦のつながりの強化・1年生の世話

### 教科

#### 全学年共通
- 宗教(キリスト教カトリック)
- 国語
- 算数
- 英語
- 情報
- 音楽
- 図工
- 体育
- マナー教室

#### 1〜2年生のみ
- 生活（内容は理科と社会）

#### 3〜6年生のみ
- 理科
- 社会

#### 5〜6年生のみ
- 家庭

### 課外活動
- 聖歌隊
- ジュニア・オーケストラクラブ（クラブ活動ではない）
- P.A.M.（"Piccoli Apostoli Maria"の頭文字）

## 沿革
- 1954年3月21日 - 目黒区碑文谷の地に男女共学の「星美学園第二小学校」(現サレジアン国際学園目黒星美小学校)を開設[2]。
- 1954年4月1日 - 目黒サレジオ幼稚園の2階の3教室で授業開始
- 1955年3月 - 西側半分の校舎完成
- 1956年10月 - 小学校単独で運動会を実施
- 1958年4月1日 - 校舎全体完成
- 1959年11月 - 各教室にガスストーブを設置
- 1960年4月1日 - スクールバス運行開始　(小学校〜成城学園前駅) (現在は廃止)
- 1970年 - オーケストラクラブ発足
- 1971年 - 3年 山中林間学校開始
- 1980年 - P.A.M.・聖歌隊発足
- 1982年4月1日 - 1〜3年生を共学化
- 1986年 - 東京私立学校児童作品展「ほら、できたよ」への出品開始
- 1991年12月 - クリスマスの集いで、3年生全員での聖劇開始
- 2000年- 校舎を改修・ミレニアムホール建設
- 2002年- 2年 秋の自然教室開始
- 2009年 - 4年生を共学化
- 2010年 - 校庭が全面人工芝になる
- 2015年-  現学校長小島理恵着任
- 2023年4月 「サレジアン国際学園目黒星美小学校」に改称

## アクセス
- 東急東横線 学芸大学駅 徒歩15分
- 東急東横線 都立大学駅 停留所 都立大学駅北口 - 碑文谷五丁目交番下車 徒歩5分
- 二子玉川、等々力、弦巻営業所 - 目黒、東京駅南口行 碑文谷五丁目交番下車 徒歩5分
- 目黒駅｛循環｝大岡山小学校 サレジオ教会下車
- 新代田駅、大森駅行 平町下車 徒歩8分[3]